# Justyna Majkowska
Justyna Majkowska (ur. 17 lipca 1977 w Zduńskiej Woli) – polska piosenkarka i pedagożka.
W latach 2001–2003 wokalistka zespołu Ich Troje, od 2003 artystka solowa.

## Życiorys
Urodziła się 17 lipca 1977 w Zduńskiej Woli. Pochodzi z rodziny o muzycznych tradycjach. Ma dwie starsze siostry, Ewelinę i Magdę. W dzieciństwie śpiewała w chórze kościelnym, a w okresie licealnym była solistką chóru prowadzonego przez Andrzeja Woźniaka. W tym okresie zdobyła swoje pierwsze nagrody muzyczne, m.in. na Festiwalu Piosenki Harcerskiej w Siedlcach. Była wokalistką zespołu Erato, z którym brała udział w ogólnopolskich festiwalach piosenki nieobojętnej, śpiewając utwory poetyckie z własnymi tekstami bądź tekstami poetów z klubu literackiego „Topola”. W 1995 zaśpiewała chórki do kilku piosenek z przedstawienia Wielki testament, nad którym pracowali m.in. Jacek Łągwa i Michał Wiśniewski. Równocześnie zaczęła studia na kierunku pedagogika i edukacja elementarna na Uniwersytecie Opolskim.
Od marca 2001 do maja 2003 była wokalistką zespołu Ich Troje. Razem nagrali dwie płyty: Ad. 4 (2001) i Po piąte... a niech gadają (2002), za których wysoką sprzedaż w Polsce odebrali certyfikaty diamentowej płyty.
2 kwietnia 2004, nakładem wytwórni płytowej Fonografika, wydała pierwszą solową płytę pt. Nie czekam na cud z zespołem Erato. Na początku 2006 roku, na zaproszenie Michała Wiśniewskiego, wspólnie z grupą uczciła przypadające 10-lecie istnienia zespołu, m.in. poprzez występ na Eurowizji 2006 oraz udział w trasie koncertowej Ich Troje + One Dwie. Ubiegała się również o mandat radnej Zduńskiej Woli w wyborach samorządowych.
Jest ambasadorką zduńskowolskiej Fundacji AMI, pomagającej dzieciom z różnymi niepełnosprawnościami. W 2009 była doradcą prezydenta miasta Sieradza ds. Festiwalu Open Hair i pomogła w przygotowaniu imprezy upamiętniającej 100-lecie krótkiej kobiecej fryzury i postaci Antoniego Cierplikowskiego, fryzjera światowej sławy, który urodził się w Sieradzu. Latem 2010 dała szereg koncertów charytatywnych, wspierając chore dzieci z okolic swojej rodzinnej miejscowości.
14 listopada 2011 nakładem wytwórni płytowej Anaconda Productions wydała drugi solowy album pt. Zakochana od jutra, za który została nominowana do nagrody European Independent Album of the Year. W 2012 premierę miał album pt. …by starczyło czasu na miłość, z tekstami ks. Marka Chrzanowskiego, na której Majkowska wykonała kilka utworów. W 2016 nagrała utwór „Krzyk” w duecie z Michałem Wiśniewskim, pochodzący z jego solowego albumu pt. Nierdzewny. 24 czerwca 2016 była gościem koncertu z okazji 20–lecia zespołu Ich Troje, który odbył się w Katowicach. 8 września 2018 roku wzięła udział w jubileuszu 30 lat na scenie Michała Wiśniewskiego.
Równolegle z działalnością artystyczną pracuje w szkole specjalnej, w której zajmuje się terapią dzieci z autyzmem.

## Nagrody i wyróżnienia
Nagrody zdobyte z zespołem Erato
- 1997: Grand Prix i nagroda dziennikarzy Festiwalu „Baszta97” w Ostrzeszowie
- 1998: Grand Prix Festiwalu Poezji Śpiewanej w Limanowej
- 1998: II miejsce Festiwalu „Dopóki jestem uśmiechem, słowem, gestem” w Sieradzu

Nagrody zdobyte z zespołem Ich Troje
- 2001: nagroda publiczności KFPP w Opolu
- 2001: Grand Prix i nagroda publiczności festiwalu krajów nadbałtyckich – Karlshamn w Szwecji
- 2002: 4 „superjedynki” KFPP w Opolu
- 2002: nominacja do „Fryderyków” w kategorii płyta i grupa roku
- 2003: wygrana pierwszych polskich eliminacji do konkursu Eurowizji
- 2003: VII miejsce na festiwalu Eurowizji w Rydze

Nagrody zdobyte w karierze solowej
- 2012: Album Justyny Majkowskiej, zatytułowany Zakochana od jutra, został nominowany do prestiżowej European Independent Album of the Year Award[11].

## Życie prywatne
W 2001 związała się z tancerzem Błażejem Szychowskim. 7 maja 2005 poślubiła Jarosława Miśkiewicza, z którym ma syna: Ignacego (ur. 2005), córkę Anielę (ur. 2016) i syna Gustawa (ur. 2018). Mieszka w Zduńskiej Woli.

## Dyskografia
| Tytuł              | Dane dot. albumu                                          |
| ------------------ | --------------------------------------------------------- |
| Nie czekam na cud  | - Data: 2 kwietnia 2004 - Wydawca: Fonografika            |
| Zakochana od jutra | - Data: 14 listopada 2011 - Wydawca: Anaconda Productions |

## Filmografia
- 2002: Gwiazdor[15] – ona sama